# Dolles Dorf
Dolles Dorf (früher: „AidA - Aufbruch in den Alltag“) ist ein seit 2003 jährlich im Frühsommer stattfindender Wettbewerb im hr-fernsehen, in dem hessische Dörfer unter 2000 Einwohner gegeneinander antreten. Gleichzeitig ist Dolles Dorf eine wöchentliche Serie im Rahmen der Hessenschau, in der hessische Dörfer vorgestellt werden.

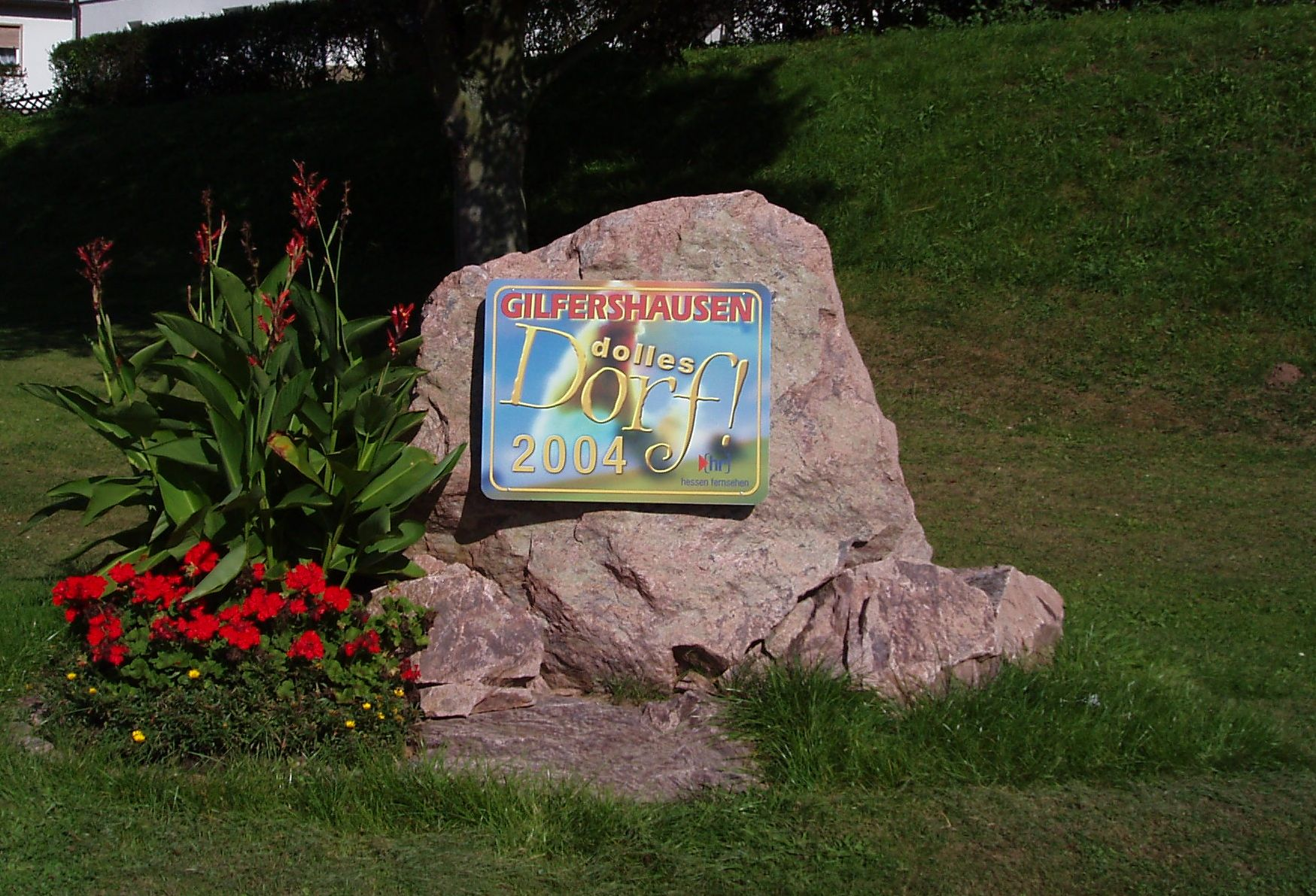
Erinnerungstafel des „Dollsten Dorfes 2004“ am Ortseingang von Gilfershausen

## Allgemein
Jeden Donnerstag wird in der Hessenschau ein Dorf zur Vorstellung in der Sendung am folgenden Samstag ausgelost. Wechselweise fährt seit 2016 ein Reportageteam von den Studios in Frankfurt oder Kassel in den jeweiligen Ort. Dort wird ein Porträt des Dorfes gedreht, das samstags in der Hessenschau gezeigt wird. Bedingung für die Teilnahme an der Auslosung ist, dass der Ort vor der Gebietsreform in Hessen von 1972 weniger als 2000 Einwohner hatte. Diese Bedingung erfüllten zu Beginn der Serie mehr als 1600 Dörfer in Hessen.
Seit 2003 treten die im Lauf eines Jahres ausgelosten Dörfer im Frühsommer des kommenden Jahres gegeneinander an, um das „Dollste Dorf Hessens“ zu küren. In vier Vorrunden werden per Telefonabstimmung und Online-Voting vier Finalisten ermittelt. Diese kämpfen auf dem Hessentag in einer großen Live-Show des hr-fernsehens mit sportlichen Aufgaben und Quizfragen um den Titel. Moderiert wurde das Finale zunächst von Anne Brüning und Jens Kölker, seit 2011 von Franziska Reichenbacher und Jens Kölker. Per Telefon und Internet können auch die Fernseh-Zuschauer Einfluss auf den Punktestand nehmen. Der Sieger erhält den Goldenen Onkel Otto, der vom Ministerpräsidenten des Landes Hessen und dem Intendanten des Hessischen Rundfunks überreicht wird. Die Dörfer auf den Plätzen 2, 3 und 4 erhalten den Onkel Otto in Silber und Bronze.
Auch existiert eine Dolles-Dorf-Hymne mit dem Titel Herzschlag von Roy Rakete (Tobias Kämmerer) und Gerd Glitter (Mirko Förster), welche 2004 vorgestellt wurde.

## Geschichte
Die heute gleichnamige Serie in der Hessenschau wurde 1995 unter dem Titel AidA (Aufbruch in den Alltag) gestartet. Am 26. Januar 1995 wurde mit Bruchenbrücken, einem Stadtteil von Friedberg in der Wetterau, zum ersten Mal ein „dolles Dorf“ aus der Lostrommel gezogen. Am 7. Juli 2005 wurde der Titel der Sendung in Dolles Dorf geändert und dem seit 2003 stattfindenden Wettbewerb angepasst. 2021 waren noch 900 der in Frage kommenden Dörfer in den beiden Lostrommeln, in denen abwechselnd die Dörfer aus Nord- und Südhessen gezogen werden.
Ab dem Jahr 2025 wurde das Finale nicht mehr auf dem Hessentag, sondern zentral beim HR, ausgetragen.

## Gewinner des Wettbewerbs

### 2003
| Platz | Ort                |
| ----- | ------------------ |
| 1     | Steinheim (Hungen) |

Im Jahre 2003 erlangte Steinheim bei dem Wettstreit „Dolles Dorf“ des Hessischen Rundfunks den Titel. In dem erstmals ausgetragenen Wettbewerb setzten sich die Steinheimer in der Endrunde gegen 4 weitere Teilnehmer durch, insgesamt nahmen 50 Dörfer teil. Das Ergebnis stand am 7. Juni 2003 fest. Somit konnten die Steinheimer in Bad Arolsen auf dem Hessentag 2003 den Siegerpokal mit den damit verbundenen Preisen entgegennehmen.

### 2004
| Platz | Ort                   | Punkte |
| ----- | --------------------- | ------ |
| 1     | Gilfershausen (Bebra) | 15     |
| 2     | Ehlhalten (Eppstein)  | 14     |
| 3     | Lumda (Grünberg)      | 12     |
| 4     | Trais (Münzenberg)    | 11     |
| 5     | Külte (Volkmarsen)    | 10     |

Am 20. Juni 2004 wurde Gilfershausen, ein Ortsteil von Bebra, auf dem Hessentag in Heppenheim zum Sieger des Wettbewerbs gekürt. Es setzte sich in einem Geschicklichkeitsparcours, im Quiz und der Telefonabstimmung durch. Zusätzlich flossen noch die Punkte der Vorrunde in das Endergebnis ein.

### 2005
| Platz | Ort                       | Punkte |
| ----- | ------------------------- | ------ |
| 1     | Langsdorf                 | 14     |
| 2     | Goddelsheim (Lichtenfels) | 13     |
|       | Mosbach (Gersfeld)        | 13     |
| 4     | Ohmes (Antrifttal)        | 12     |
| 5     | Himbach (Limeshain)       | 10     |

Am 18. Juni 2005 konnte sich der Licher Ortsteil Langsdorf auf dem Hessentag in Weilburg gegen die vier Konkurrenten im Finale durchsetzen und erhielt vom Ministerpräsidenten Roland Koch den Goldenen Onkel Otto. Goddelsheim und Mosbach bekamen wegen ihres Punktegleichstands beide den Silbernen Onkel Otto; auf ein Stechen wurde verzichtet.
In Langsdorf fand daraufhin auch eine hr3-Discoparty statt, durch diese konnte der Ort 25.000 Euro an Einnahmen und Spenden kassieren. 2008 begab man sich mit dem Vermögen unter das Dach der Bürgerstiftung Mittelhessen. Von den jährlichen Zinsen des Stiftungskapitals, die 1.000 Euro betragen, sollen diverse Projekte, wie die Sanierung des Haltepunkts an der Bahnstrecke Gießen–Gelnhausen oder die Wiederherstellung des Bolzplatzes, in Angriff genommen werden. Unabhängig davon wurde auch der Schulhof der Grundschule nach dem Dolles Dorf-Wettbewerb saniert.

### 2006
| Platz | Ort                   | Punkte |
| ----- | --------------------- | ------ |
| 1     | Kransberg (Usingen)   | 18     |
| 2     | Löhlbach (Haina)      | 16     |
| 3     | Lauter (Laubach)      | 14     |
| 4     | Altenburg (Alsfeld)   | 13     |
| 5     | Schwanheim (Bensheim) | 11     |

Am 28. Mai wurde Kransberg (Ortsteil von Usingen) zum „dollsten Dorf 2006“ gekrönt. Das Finale fand auf dem Hessentag in Hessisch Lichtenau statt.

### 2007
| Platz | Ort                        | Punkte |
| ----- | -------------------------- | ------ |
| 1     | Dodenau (Battenberg)       | 20     |
| 2     | Stangenrod (Grünberg)      | 17     |
| 3     | Rothemann (Eichenzell)     | 14     |
| 4     | Nieste                     | 13     |
| 5     | Kreidach (Wald-Michelbach) | 9      |

Am 3. Juni 2007 wurde Dodenau (Ortsteil von Battenberg) auf dem Hessentag in Butzbach Sieger des Wettbewerbs.

### 2008
| Platz | Ort                         | Punkte |
| ----- | --------------------------- | ------ |
| 1     | Friedigerode (Oberaula)     | 13     |
| 2     | Berstadt (Wölfersheim)      | 12     |
| 3     | Trubenhausen (Großalmerode) | 10     |
| 4     | Gleimenhain (Kirtorf)       | 8      |
|       | Todenhausen (Wetter)        | 8      |

Am 6. Juni 2008 gewann Friedigerode, ein Ortsteil von Oberaula, auf dem Hessentag in Homberg (Efze) den Wettbewerb. Erstmals fand keine zusätzliche Vorrunde in den fünf Final-Dörfern statt, sondern man baute ein Ratespiel in die Sendung ein. Auch musste erstmals ein Stechen den Sieger ermitteln, so lagen zuvor Berstadt und Friedigerode gleich auf. Durch eine Schätzfrage kam es dann zum Endergebnis.

### 2009
| Platz | Ort                      | Punkte |
| ----- | ------------------------ | ------ |
| 1     | Bergheim (Ortenberg)     | 17     |
| 2     | Eschenhahn (Idstein)     | 16     |
| 3     | Niederjossa (Niederaula) | 12     |
| 4     | Günsterode (Melsungen)   | 11     |
| 5     | Wahlshausen (Oberaula)   | 6      |

Am 7. Juni 2009 kämpften die fünf Finalisten auf dem Hessentag in Langenselbold um den Titel. Sieger wurde Bergheim, ein Ortsteil von Ortenberg. Der Gewinn des bronzenen Onkel Otto musste in einem Stechen zwischen den Punktgleichen Niederjossa und Günsterode ausgetragen werden. Eine Schätzfrage führte dann Niederjossa zum 3. Platz.

### 2010
| Platz | Ort                      |
| ----- | ------------------------ |
| 1     | Bischhausen (Waldkappel) |
| 2     | Affoldern (Edertal)      |
| 3     | Haimbach (Fulda)         |
| 4     | Hainbach (Gemünden)      |

Auf dem Hessentag 2010 in Stadtallendorf wurde Bischhausen, ein Stadtteil von Waldkappel im Werra-Meißner-Kreis, zum Dollen Dorf 2010 gekürt. Erstmals nahmen nur vier Dörfer am Finale teil. Bischhausen erhielt den Goldenen Onkel Otto, Affoldern den Silbernen und Haimbach und Hainbach jeweils den Bronzenen Onkel Otto.

### 2011
| Platz | Ort                    | Punkte |
| ----- | ---------------------- | ------ |
| 1     | Cleeberg (Langgöns)    | 31     |
| 2     | Gadernheim (Lautertal) | 20     |
| 3     | Illnhausen (Birstein)  | 19     |
| 4     | Jesberg                | 17     |

Am Pfingstsonntag, den 12. Juni 2011, kämpften die vier Finalisten auf dem Hessentag 2011 in Oberursel um den Titel Dolles Dorf 2011. Cleeberg gewann den Goldenen Onkel Otto und eine hr4-Schlagerparty, Gadernheim gewann den Silbernen Onkel Otto, Illnhausen und Jesberg je einen Bronzenen.

### 2012
| Platz | Ort                     | Punkte |
| ----- | ----------------------- | ------ |
| 1     | Ibra (Oberaula)         |        |
| 2     | Wilhelmsdorf (Usingen)  |        |
| 3     | Fischborn (Birstein)    |        |
| 4     | Oberasphe (Münchhausen) |        |

Am 3. Juni 2012 kämpften die vier Finalisten auf dem Hessentag 2012 in Wetzlar um den Titel Dolles Dorf 2012. Ibra gewann den Goldenen Onkel Otto und eine hr4-Schlagerparty.

### 2013
| Platz | Ort                     | Punkte |
| ----- | ----------------------- | ------ |
| 1     | Walsdorf (Idstein)      | 28     |
| 2     | Nonnenroth (Hungen)     | 24     |
| 3     | Neukirchen (Braunfels)  | 22     |
| 4     | Röhrenfurth (Melsungen) | 21     |

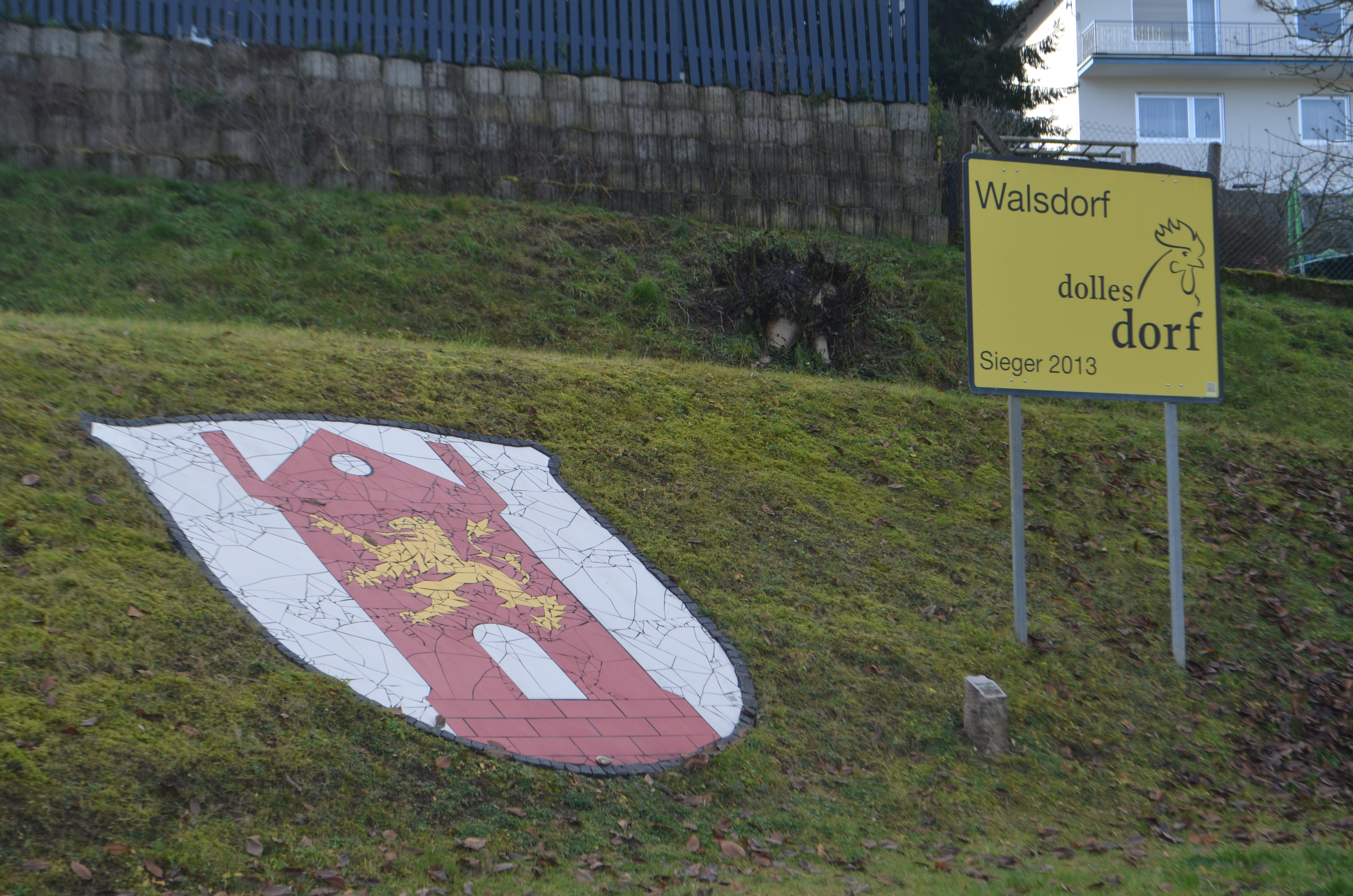
Erinnerung in Walsdorf

Am 16. Juni 2013 wurde Walsdorf, ein Ortsteil von Idstein, auf dem Hessentag in Kassel zum Sieger des Wettbewerbs gekürt. Im Seilspringen, bei der Märchenstaffel, beim Zisselfangen auf der Fulda sowie dem Telefonvoting sammelte es jeweils vier Punkte ein. Auf dem zweiten Platz landete Nonnenroth, das sich zuvor mit 62,9 % in seiner Vorrundengruppe durchgesetzt hatte.

### 2014
| Platz | Ort                      | Punkte |
| ----- | ------------------------ | ------ |
| 1     | Wichmannshausen (Sontra) |        |
| 2     | Geilshausen (Rabenau)    |        |
| 3     | Zell (Bensheim)          |        |
| 4     | Röddenau (Frankenberg)   |        |

Am 8. Juni 2014 gewann Wichmannshausen, ein Ortsteil von Sontra, auf dem Hessentag in Bensheim den Wettbewerb.

### 2015
| Platz | Ort                  | Punkte |
| ----- | -------------------- | ------ |
| 1     | Bellersheim (Hungen) | 71     |
| 2     | Kröftel (Idstein)    | 43     |
| 3     | Vasbeck (Diemelsee)  | 36     |
| 4     | Istergiesel (Fulda)  | 12     |

Für 2015 ist Bellersheim mit seinen ehemals drei Burgen, ein Ortsteil von Hungen, als Wettbewerbssieger ausgewiesen

### 2016
| Platz | Ort                       | Punkte |
| ----- | ------------------------- | ------ |
| 1     | Ober-Hörgern (Münzenberg) |        |
| 2     | Offenbach (Mittenaar)     |        |
| 3     | Kleinvach                 |        |
| 4     | Mauswinkel                |        |

Für 2016 ist Ober-Hörgern, kleinster Stadtteil von Münzenberg in der Wetterau, als Wettbewerbssieger ausgewiesen.

### 2017
| Platz | Ort                          | Punkte |
| ----- | ---------------------------- | ------ |
| 1     | Hombressen (Hofgeismar)      | 94     |
| 2     | Wiesenbach (Breidenbach)     | ?      |
| 3     | Bonbaden (Braunfels)         | ?      |
| 4     | Großenhausen (Linsengericht) | ?      |

Am 11. Juni 2017 gewann Hombressen, der größte dörfliche Stadtteil von Hofgeismar im Landkreis Kassel in Nordhessen, auf dem Hessentag in Rüsselsheim den Wettbewerb.

### 2018
| Platz | Ort                           | Punkte |
| ----- | ----------------------------- | ------ |
| 1.    | Fahrenbach (Fürth (Odenwald)) | 221    |
| 2.    | Storndorf (Schwalmtal)        | 180    |
| 3.    | Ermetheis (Niedenstein)       | 135    |
| 4.    | Villingen (Hungen)            | 100    |

2018 waren 51 hessische Dörfer in den zum 16. Mal veranstalteten Ausscheid gegangen. Seit dem 21. April 2018 wurden die Finalisten in vier Vorrunden gesucht. Das Finale fand am 27. Mai 2018 auf dem Hessentag in Korbach statt.

### 2019
| Platz | Ort                     | Punkte |
| ----- | ----------------------- | ------ |
| 1     | Machtlos (Ronshausen)   | 116    |
| 2     | Billings (Fischbachtal) | 88     |
| 3     | Steina (Willingshausen) | 78     |
| 4     | Ober-Bessingen (Lich)   | 74     |

2019 haben insgesamt 50 Dörfer hatten in der Vorrunde um den Finaleinzug gekämpft. Die Zuschauer des hr-fernsehens konnten per TED und im Internet ihren vier Favoriten wählen. Am Sonntag, 9. Juni 2019 gewann Machtlos (Ronshausen) in einer 90 min. Abendshow beim Hessentag in Bad Hersfeld den goldenen Onkel Otto.

### 2020
Aufgrund der COVID-19-Pandemie und der diesbezüglichen Vorschriften wurde der Hessentag ausgesetzt, und somit fand auch keine Vorentscheidung statt. Auch wurde die Auslosung für Dolles Dorf vom 16. März 2020 bis 16. Juni 2020 ausgesetzt. Im November 2020 wurde die Sendung erneut ausgesetzt.

### 2023
| Gruppe | Sieger                   | Anteil in der Gruppe | zweiter in der Gruppe mit Prozent | dritter in der Gruppe mit Prozent |
| ------ | ------------------------ | -------------------- | --------------------------------- | --------------------------------- |
| Nord   | Römershausen (Haina)     | 26,5 %               | Ernsthausen 9,4 %                 | Beltershausen 7,5 %               |
| West   | Bellersdorf (Mittenaar)  | 23,7 %               | Röthers 21,9 %                    | Inheiden 8,3 %                    |
| Ost    | Holzmühl (Freiensteinau) | 34,8 %               | Münch-Leusel 29,0 %               | Wölf 5,3 %                        |
| Süd    | Ulfa (Nidda)             | 54,9 %               | Frankenberg 8,8 %                 | Rohrbach 3,7 %                    |

2023 wurde aus allen bisherigen Kandidaten (120 Stk.) der Jahre 2020 bis 2023 in vier Gruppen (nach Himmelsrichtungen) jeweils ein Gruppensieger per Zuschauerabstimmung ermittelt.
Die vier Gruppensieger spielten beim Hessentag in Pfungstadt am 3. Juni 2023 um den goldenen Onkel Otto. Gewonnen hat Holzmühl. Durch die Sendung führten Jens Kölker und Kate Menzyk.
| Platz | Ort                      |
| ----- | ------------------------ |
| 1     | Holzmühl (Freiensteinau) |
| 2     | Bellersdorf (Mittenaar)  |
| 3     | Römershausen (Haina)     |
| 4     | Ulfa (Nidda)             |

### 2024
2024 haben die Dörfer des Jahres 2023 / 2024 in der Vorrunde um den Finaleinzug gekämpft. Die Zuschauer des hr-fernsehens konnten per TED und im Internet ihren zehn Favoriten wählen.
Diese waren:
- Rüddingshausen LDK Gießen
- Londorf LDK Gießen
- Haubern LDK Waldeck Frankenberg
- Basdorf LDK Waldeck Frankenberg
- Wallroth Main-Kinzig-Kreis
- Dickschied LDK Rheingau Taunus
- Griedel LDK Wetterau
- Hörgenau Vogelsbergkreis
- Ober-Moos Vogelsbergkreis
- Fehlheim LDK Bergstraße

Am Freitag, 3. Mai 2024 wurde durch Jens Kölker in der Hessenschau die vier Finalisten gezogen:
- Londorf LDK Gießen
- Ober-Moos Vogelsbergkreis
- Haubern LDK Waldeck Frankenberg
- Fehlheim LDK Bergstraße

Daraus gewann Londorf in einer 90 min. Abendshow am 30. Mai 2024 beim Hessentag in Fritzlar den goldenen Onkel Otto. Durch die Sendung führen wie letztes Jahr schon Jens Kölker und Kate Menzyk.
| Platz | Ort       |
| ----- | --------- |
| 1     | Londorf   |
| 2     | Fehlheim  |
| 3     | Haubern   |
| 4     | Ober-Moos |

## Ähnliche Sendungen von Landesanstalten
- Freizeit (BR)
- Unser Dorf hat Wochenende (MDR)
- Ihre Dorfgeschicht beim Schleswig-Holstein Magazin (NDR)
- Hierzulande (SWR)